# Silvain Vanot
Silvain Vanot est un auteur-compositeur-interprète français, né en 1963 à Rouen. Il est l'auteur de neuf albums et compose également des musiques pour le cinéma.

## Biographie

### Jeunesse
Silvain Vanot naît en 1963 et grandit près de Rouen. Durant son enfance, l'un de ses oncles lui fait découvrir le rock. Il fonde ses premiers groupes à l'adolescence. Élève en khâgne au lycée Victor-Duruy de Paris, il échoue au concours de l'agrégation de lettres. Il enseigne le français au cours Saint-John Perse tout en continuant de composer,, et écrit dans la presse rock. Durant six ans, il envoie des maquettes aux labels et aux radios, sans éveiller leur intérêt.

### Carrière
Son premier EP autoproduit est réalisé en 1992. L'une de ses maquettes est remarquée par le chanteur Jean-Louis Murat, qui le recommande à sa maison de disques. Le premier album de Silvain Vanot, enregistré au studio Davout, est édité en 1993 par les éditions Delabel et Virgin. Vanot se produit en première partie sur la tournée de Jean-Louis Murat,, et chante lors du festival des Inrockuptibles. Son album se vend à 8 000 exemplaires. Vanot travaille sa voix avec la professeure de chant Annette Charlot. Son 2e album, Sur des arbres, voit le jour en 1995. Marc Ribot et Dominique A prennent part à l'enregistrement. Avec ce dernier, il reprend Seagull Woman de Marc Bolan, qu'il a adapté en français. Le disque bénéficie de sonorités plus riches, grâce notamment aux instruments à cordes. Silvain Vanot tourne en tête d'affiche pour en assurer la promotion. Les ventes atteignent les 10 000 exemplaires. En 1996, il joue notamment au Printemps de Bourges et au festival de La Route du Rock.

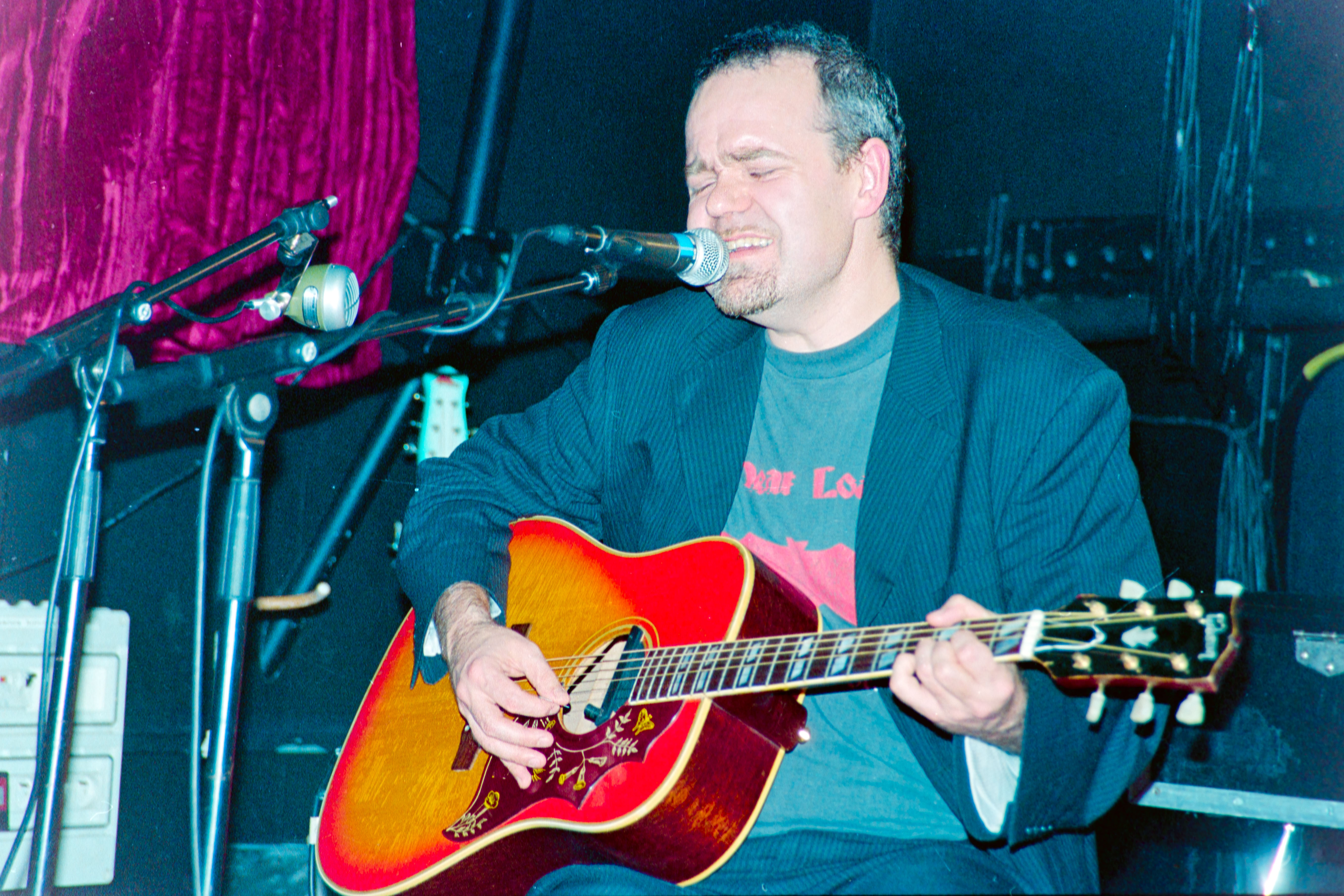
Silvain Vanot en concert en 1998

L'année suivante, il enregistre son 3e album aux studios Quad (en) de Nashville avec de nouveaux musiciens, dont Dominique Depret qui fondera par la suite le groupe Holden,. (en attendant) Tout brille, édité en 1999, est composé d'anciens titres interprétés en direct dans des versions acoustiques,. Silvain Vanot écrit une biographie de Bob Dylan, publiée en 2001 dans la collection musique de Librio. Son album Il fait soleil, sorti en 2002, est enregistré au studio du Palais des congrès. Le chanteur, qui fait pour la première fois appel à un réalisateur artistique, confie la tâche à Jacques Ehrhart. Le disque est arrangé par Bernard Arcadio. Il s'ouvre par une reprise de Jean-Roger Caussimon,.
Après avoir cassé son contrat avec son label, Vanot se consacre à la composition de musiques de films. Il travaille sur Violence des échanges en milieu tempéré de Jean-Marc Moutout et sur plusieurs films d'Henri-François Imbert, dont Le Temps des amoureuses. En 2009, il revient à la chanson avec son 6e album, Bethesda, enregistré au pays de Galles. Le chanteur est notamment accompagné par le bassiste John Greaves, le batteur Iain Templeton et le clarinettiste Renaud Gabriel Pion,.
En juin 2016, il sort un septième album Ithaque sur le label 03H50, enregistré seul, si on excepte des contributions de John Greaves et Brad Scott.

## Style musical
Silvain Vanot est influencé par des auteurs-compositeurs-interprètes anglo-saxons, dont Neil Young. Il s'intéresse également à la musique médiévale. Après avoir écrit ses premiers textes en anglais, il choisit de chanter en français,.

## Ouvrage
- Bob Dylan, Librio, 2001, 93 p. (ISBN 978-2-290-31438-8)
- Johnny Cash, I walk the line, Le mot et le reste, 120 p.  (ISBN 978-2360542000)

### Traduction
- Liel Leibovitz, A Broken Hallelujah. Rock and Roll, rédemption et vie de Leonard Cohen, traduit de l'anglais par Silvain Vanot, Allia, 2017.

## Discographie

### Albums
- 1993 : Silvain Vanot (Labels)
- 1995 : Sur des arbres (Labels)
- 1997 : éGérie (Labels)
- 1999 : (en attendant) Tout brille (Labels)
- 2002 : Il fait soleil (Labels)
- 2009 : Bethesda (Megaphone Music)
- 2011 : Old folks / Nu Folk (Believe / Cezame)
- 2016 : Ithaque (3H50 / Modulor)
- 2020 : On peut apporter son réel (Bandcamp)

### Participation
- 1998 : Comme un seul Homme - Duo avec Polar sur Chanson/Refrain